# 希蒂斯貝格山
47°26′51″N 9°59′24″E / 47.44738°N 9.99007°E

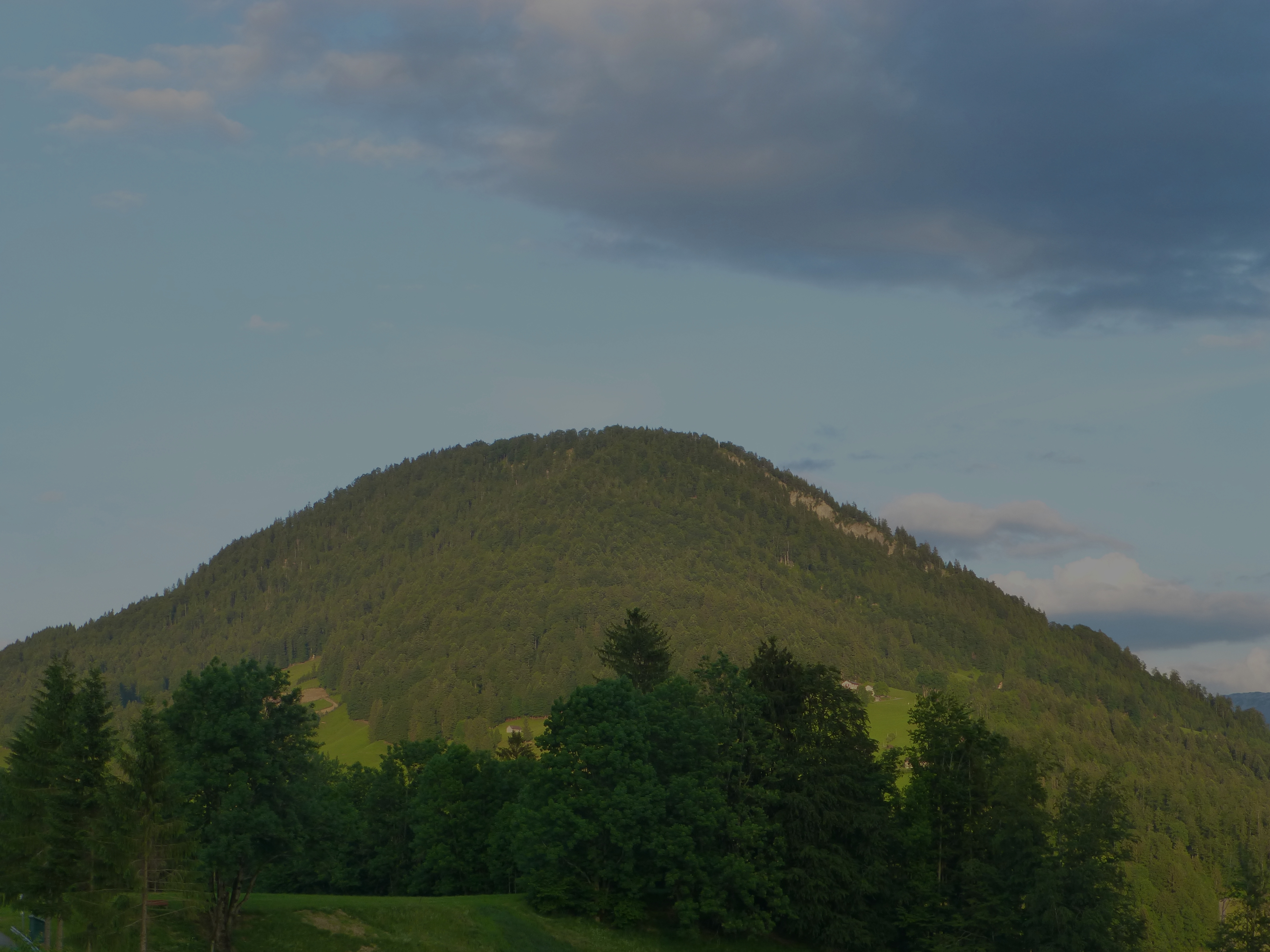

希蒂斯貝格山（德語：Hittisberg），是奧地利的山峰，位於該國西部，由福拉爾貝格州負責管轄，屬於阿爾高阿爾卑斯山脈的一部分，海拔高度1,328米，每年平均降雨量1,730毫米。